# Volkswagen e-Golf
El Volkswagen e-Golf es la versión eléctrica del Volkswagen Golf. Se puso a la venta en el verano de 2014. La producción cesó en diciembre de 2020.
El modelo de 2014 tiene un motor eléctrico de 85 kW (116 CV) con un par máximo de 270 N·m. La batería de iones-litio tiene una capacidad de 24.2 kWh. El maletero ofrece 343 litros de espacio de carga (1231 litros con asientos abatidos).
El modelo de 2017 tiene un motor eléctrico de 100 kW (136 CV) con un par máximo de 290 N·m. La batería de iones-litio tiene una capacidad de 35.8 kWh.
En marzo de 2014 comenzó a fabricarse en Wolfsburgo, Alemania. El paquete de baterías se ensamblaba en Braunschweig usando baterías Panasonic.

## Motor

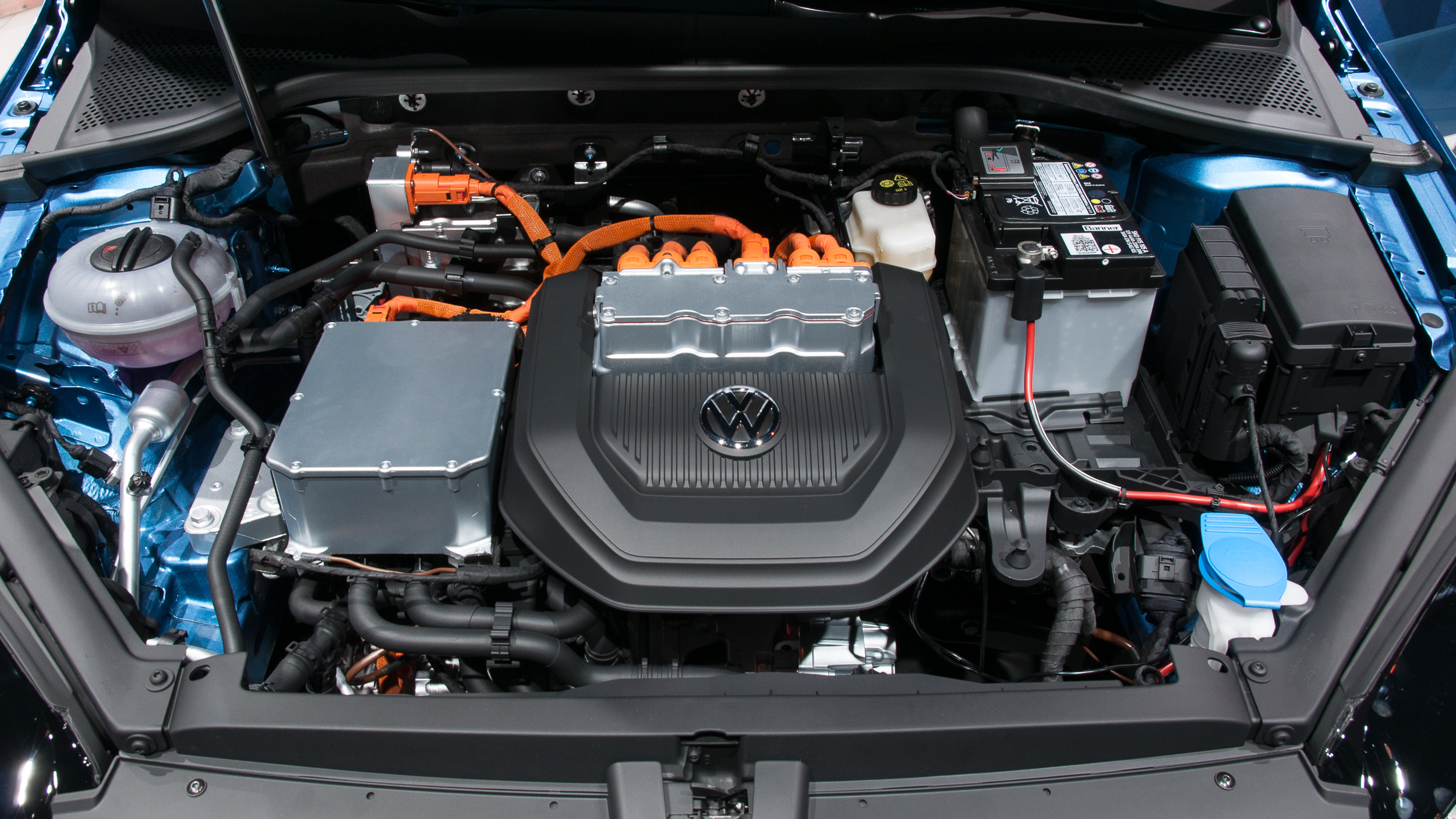

El e-Golf está propulsado por un motor eléctrico síncrono (EEM 85) de 85 kW (116 CV) que mueve las ruedas. Proporciona un par motor de 270 Nm. La aceleración de 0 a 100 km/h, es de 10,4 segundos (2014) y de 9,6 segundos (2017). La aceleración de 0 a 60 km/h es de 4,2 segundos (2014 y 2017).
A diferencia de los motores de combustión, los motores eléctricos suministran su par motor máximo ya desde el arranque.
El motor se fabricaba a mano en Kassel, Alemania, para conseguir la máxima calidad. El motor usa un sistema de refrigeración exclusivo.
La velocidad máxima es de 140 km/h (2014) y de 150 km/h (2017).
La caja de cambios es una caja reductora (EQ 270) con una marcha hacia delante y otra hacia atrás. Tiene un diferencial integrado y un freno de estacionamiento mecánico. El motor y la caja de cambios forman un módulo.

## Autonomía y baterías
La autonomía EPA es de 134 km (2014) y 201 km (2017).
La autonomía NEDC es de 190 km (2014) y 300 km (2017).
El uso de la calefacción o la climatización disminuye la autonomía.
La autonomía es muy inferior a la autonomía ofertada, por lo que los tribunales dan la razón a los compradores por fraude y obliga a Volkswagen a revertir la operación de compra.

### Batería de tracción
La batería de iones de litio de 35,8 kWh (2017) se aloja entre dos ejes . La versión de 2014 es de 24.2 kWh.
Un sistema de refrigeración por aire forzado, que no por líquido, intenta mantener las baterías a una temperatura constante. 
Las células de 25 Ah las fabrica Panasonic y las ensambla Volkswagen en Braunschweig.
La de 2014 pesa 318 kg, lo que supone el 21% del peso en vacío del vehículo. Las células se combinan en módulos de 6 y 12 células. El paquete contiene 264 células en 27 módulos.
Las células están contenidas en una cubierta de pĺástico reforzada con fibra de carbono y otra cubierta de aluminio.
Volkswagen afirma que en el laboratorio las baterías alcanzan sin problemas 3 000 ciclos de carga completos.

## Recarga

Conector CCS Tipo 2 según estándar IEC 62196. Llamado también Combo2 y usado como estándar global en continua.

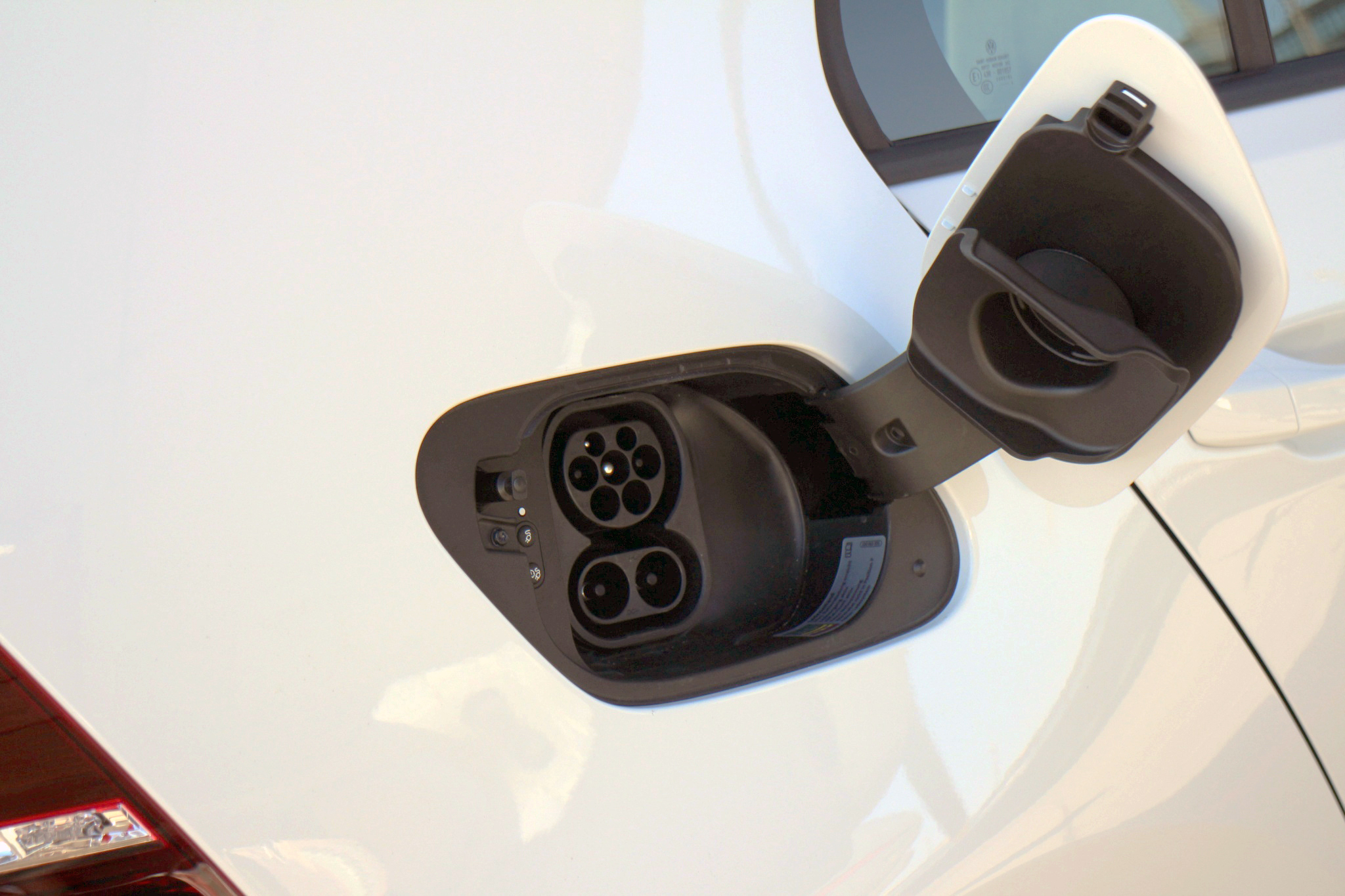

El eGolf puede recargarse tanto en una estación de carga, como en un enchufe doméstico.
El conector del cargador es conforme al Sistema de Carga Combinada 2 (CCS2) y está ubicado en la parte posterior derecha de la tapa.
Según VW, la carga rápida CCS2 lleva la batería a un estado de carga del 80% en menos de 30 minutos.
La duración depende de la velocidad del punto de recarga, oscilando entre menos de 30 minutos y hasta 13 horas.
- Toma de corriente doméstica: de 10 a 12 horas (2014) con el cable suministrado. 230 V y 2.3 kW. 13 horas (2017).
- Wallbox: de 6 a 8 horas con el aparato Wallbox que opcionalmente se  puede instalar en el garaje. 230 V y 3.6 kW (2014) o 230 V y 7,2 kW (2017).
- Estación de carga CCS de 40 kW: hasta el 80% en 30 minutos (2014) o 60 minutos (2017).[8][10]

## Consumo
Volkswagen cifra el coste para recorrer 100 km en 1,91 euros (partiendo de un precio del kilovatio-hora de 0,15 euros).
Según Volkswagen el consumo es de 12,7 kWh, por cada 100 km.
Los costes de mantenimiento son muy reducidos ya que los automóviles eléctricos no necesitan cambio de aceite ni sufren averías de la alimentación de combustible ni del escape. Las pastillas y discos de freno duran mucho más porque la mayor parte del trabajo de frenado lo realiza el freno eléctrico regenerativo.

## Conducción

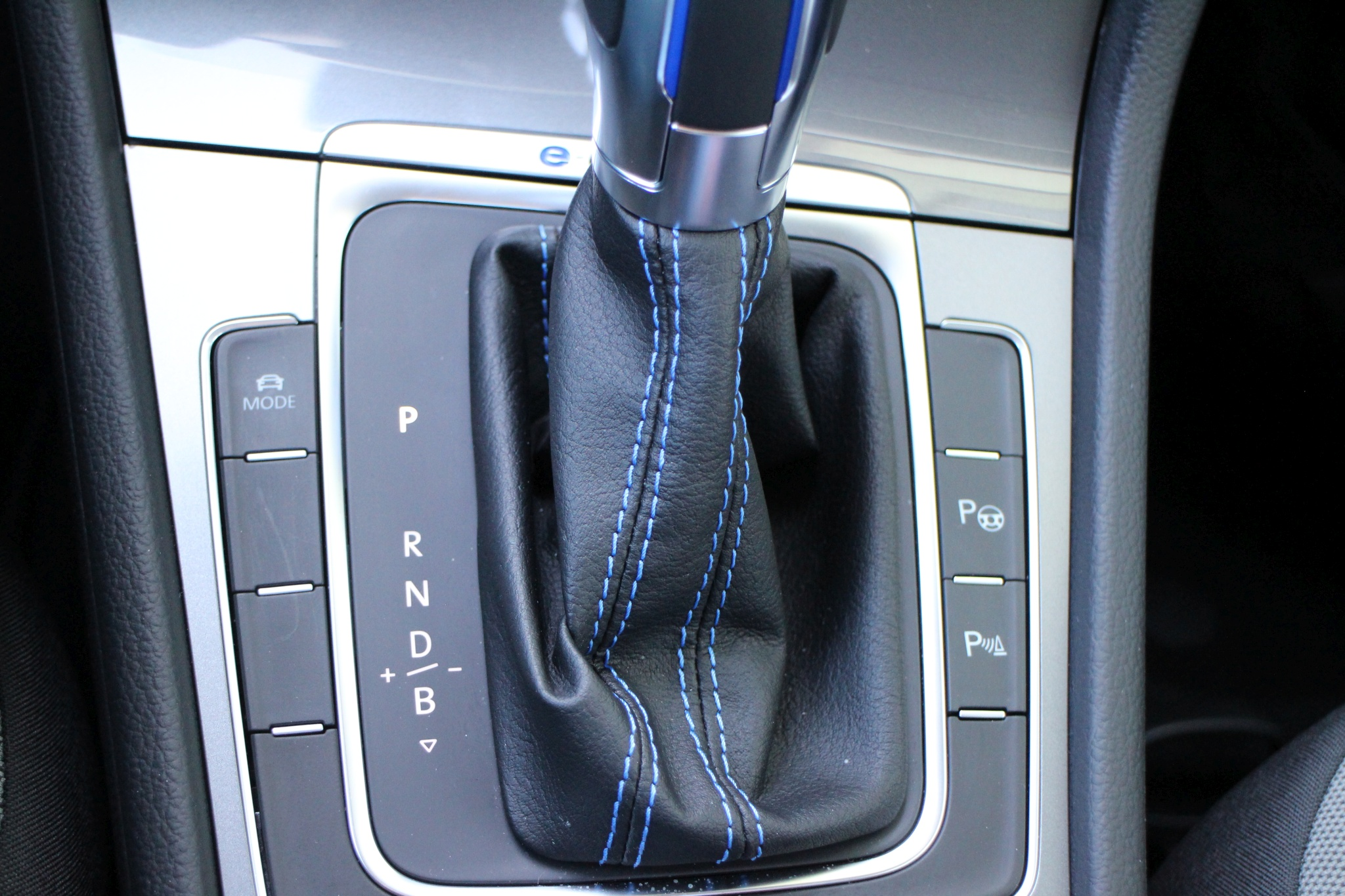

Se maneja como un coche automático. Tiene pedal de acelerador y freno. La palanca permite seleccionar una marcha hacia adelante y una marcha atrás.
La intensidad del freno regenerativo es seleccionable por el conductor usando la palanca. Tiene 5 niveles: D (sin regeneración), D1, D2, D3, y B (regeneración máxima). Las luces de freno se encienden cuando funciona el freno regenerativo aunque no se pise el pedal del freno.
Dispone de 3 perfiles de conducción: Normal, Eco, y Eco+. Al arrancar el coche se selecciona el modo Normal.
Modo Eco: La potencia máxima del motor se reduce a 70 kW y el par motor máximo se reduce a 220 N·m. Se reduce la potencia del sistema de climatización. Se cambia la curva de respuesta del acelerador. La velocidad máxima se limita a 115 km/h y la aceleración de 0 a 100 km/h se hace en 13,1 segundos.
Modo Eco+: La potencia máxima del motor se reduce a 55 kW y el par motor máximo se reduce a 175 N·m. Se apaga el sistema de climatización. Se cambia la curva de respuesta del acelerador. La velocidad máxima se limita a 90 km/h y la aceleración de 0 a 90 km/h se hace en 20,9 segundos.

## Climatización
La bomba de calor opcional es un módulo añadido al calefactor de alto voltaje y al compresor eléctrico del aire acondicionado. La bomba de calor recupera calor del aire ambiente y de los componentes del sistema de tracción. Es capaz de reducir significativamente el consumo eléctrico del calefactor de alto voltaje. La autonomía en tiempo frío puede aumentar hasta un 30% comparada con un sistema de calefacción convencional.
El modelo de 2017 incluye de serie la calefacción del parabrisas que evita tener que rascar el hielo del parabrisas en invierno.

## Aerodinámica
Volkswagen realizó modificaciones específicas para mejorar la aerodinámica del e-Golf.
El Golf (1.6 TDI de 77 kW) tiene una resistencia al aire de 0.686 m², y el e-Golf tiene 0.615 m², lo que representa una mejora del 10%. El coeficiente cD bajó hasta 0.281.

## Ruedas

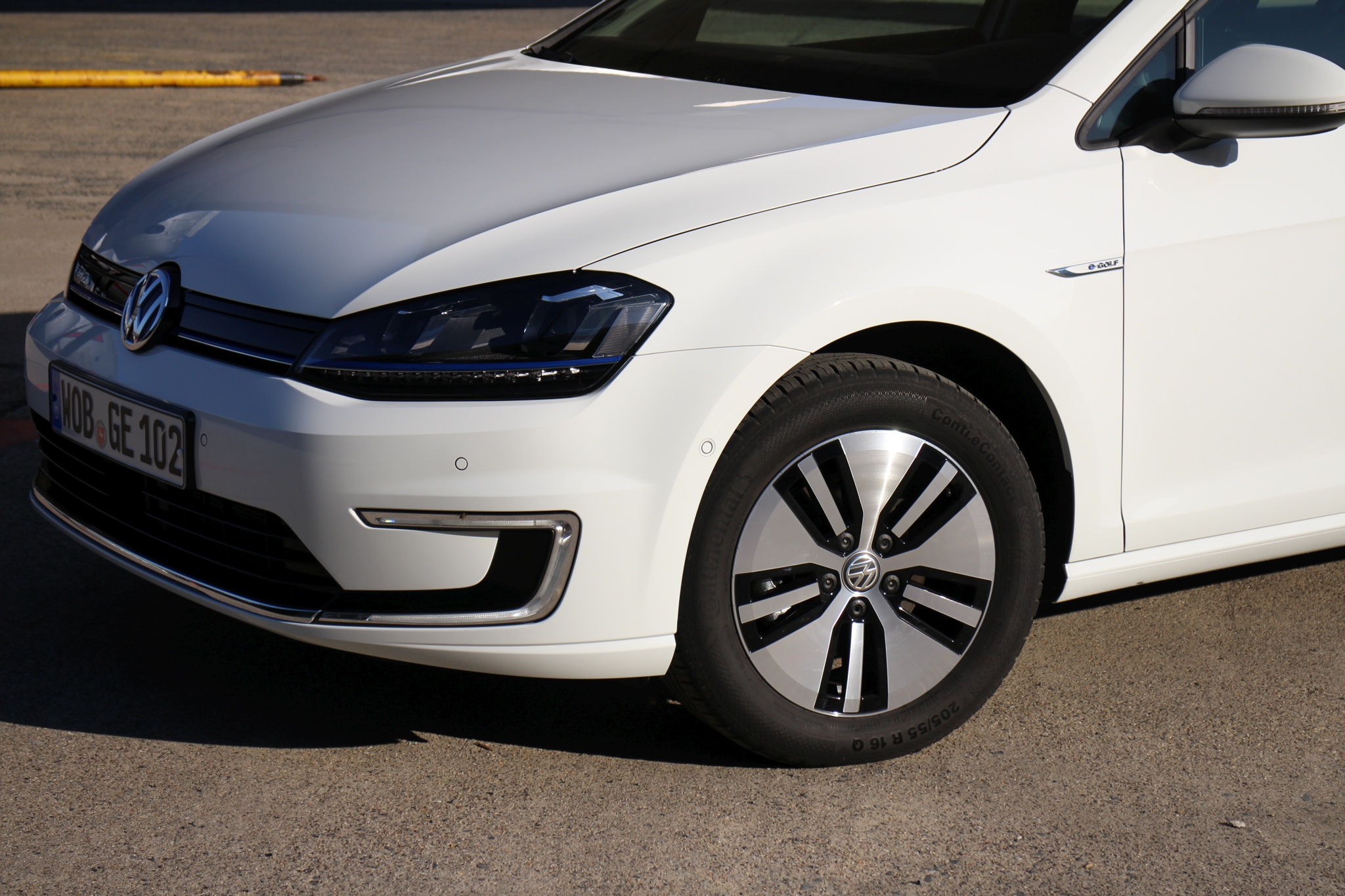

Volkswagen mejoró la autonomía optimizando los neumáticos 205/55 R16 91 Q reduciendo el coeficiente de resistencia a la rodadura de 7.2 por 1 000 (Golf BlueMotion) hasta 6.5 por 1 000 para el e-Golf (un 10% de mejora).

## Servicios telemáticos
La aplicación para teléfonos inteligentes Car-Net e-Remote y la web Car-Net permiten realizar diversas funciones.
Activar la climatización para que alcance una temperatura a una hora determinada. Depende de la temperatura exterior.
Comenzar o parar el proceso de recarga de la batería.
Visualizar el estado de carga, el progreso de la carga, el tiempo de carga y la autonomía calculada.
Visualizar información de distancias recorridas, tiempos de viaje, consumo eléctrico del motor y otros aparatos como la climatización y la radio, uso del freno regenerativo.
Preguntar por el estado del vehículo: cierre de puertas y maletero, luces encendidas o apagadas, cable de recarga conectado, nivel de carga de la batería, ubicación donde se aparcó por última vez (ubicación GPS en un mapa).

## Equipamiento 2014

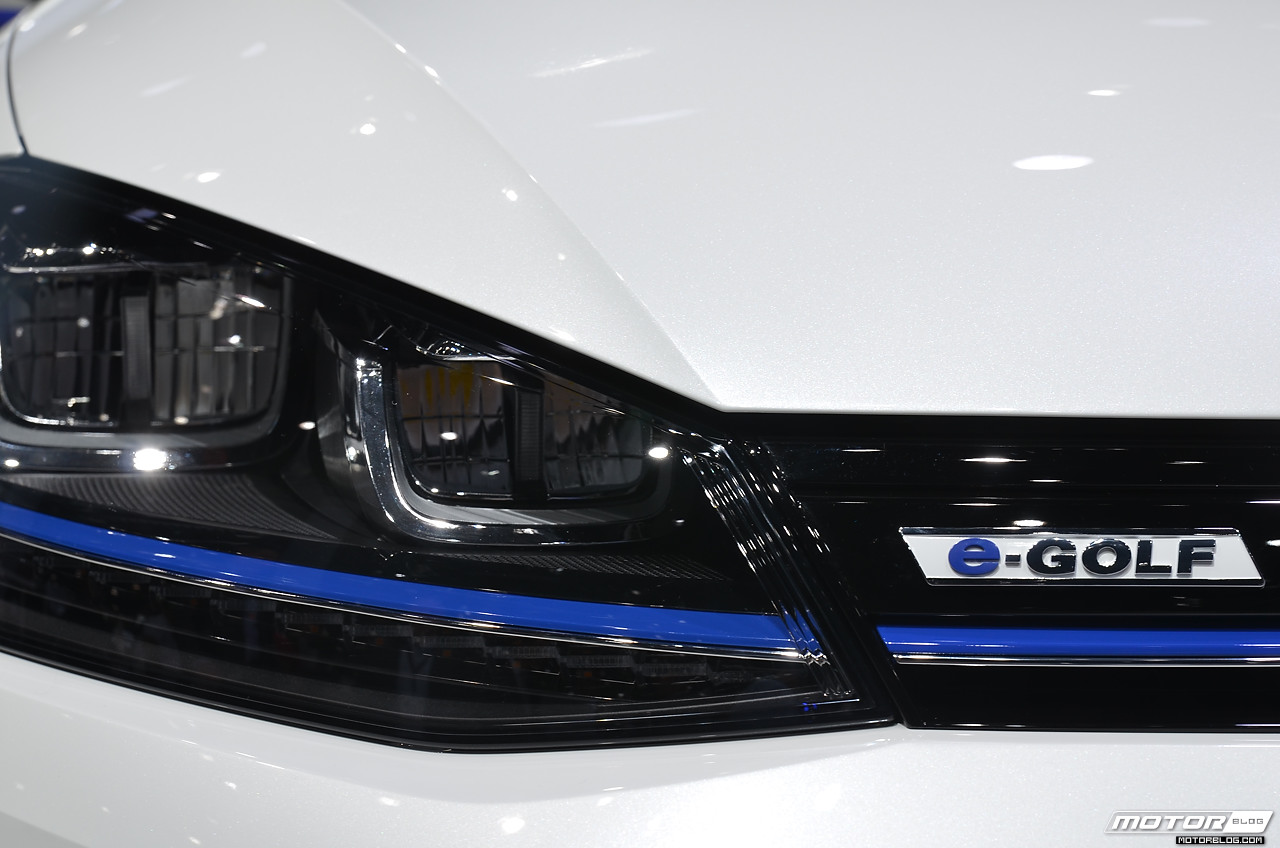

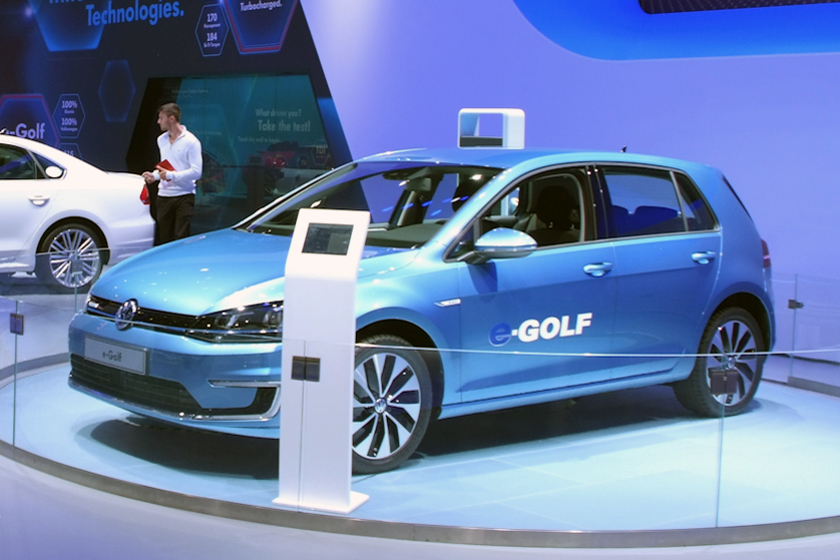

### Serie 2014
- 7 Airbags, incluye airbag de rodilla para el conductor
- Anclaje para dos sillas de niños en asientos posteriores con sistema ISOFIX
- Avisador de presión de neumáticos
- Avisador para cinturones delanteros no abrochados
- Cable para estación de carga de corriente alterna y cable de carga para conexión a la red eléctrica
- Car-Net e-Remote
- Climatizador automático Climatronic
- Control de crucero Tempomat
- Detector de fatiga
- Dirección asistida electromecánica, regulación dependiente de la velocidad
- Enchufe y cables para carga normal y rápida
- ESP, XDS y Sistema anti colisiones múltiples
- Espejos retrovisores exteriores ajustables y plegables eléctricamente
- Faros principales Full LED
- Freno de mano eléctrico con Autohold
- Llantas de Aleación de 16" "Astana"
- Luces día LED en C en el parachoques
- Navegador Discover Pro
- Neumáticos 205/55 R16 91Q resistencia a la rodadura superoptimizada
- Pantalla Multifunción Premium
- ParkPilot - avisos acústicos ante obstáculos en la zona delantera y trasera
- Retrovisores plegables eléctricamente
- Sensor de lluvia
- Servicios en línea
- Sistema proactivo de seguridad PreCrash
- Sistema ayuda al aparcamiento Park Pilot delantero y trasero
- Spoiler trasero integrado
- Toma de recarga CCS
- Volante multifunción

### Opciones 2014
- Asist. manten. carril "Lane Assist" incl .reg. luces carretera "Light Assist" e identificación señales tráfico: 555 €
- Bomba de calor para optimizar la autonomía: 900 €
- Cámara de marcha atrás "Rear View": 205 €
- Reg. automática de distancia ACC incl. freno de emergencia en ciudad y "Front Assist", función de parada del vehículo: 325 €
- Regulación de las luces de carretera "Light Assist": 135 €
- Sistema Bluetooth Premium: 440 €
- Sistema de cierre y arranque "Keyless-Access": 335 €

## Equipamiento 2017
El sistema ACC mide la proximidad y la velocidad de los vehículos en la carretera que circulan por delante. Dentro de los límites del sistema, la ACC puede mantener tu vehículo a una distancia segura del vehículo que circula por delante a velocidades de hasta 210 km/h.
El sistema de observación del entorno Front Assist opcional puede emitir un aviso si detecta una situación peligrosa que puede producir un accidente por alcance. En una situación así, el sistema también ayuda con el frenado o incluso puede disminuir la velocidad automáticamente en situaciones de peligro.
El sistema de Frenada de Emergencia City Safe puede intervenir cuando se conduce a bajas velocidades. El sistema de Detección de Peatones detecta si un peatón irrumpe de repente en la carretera. Proporciona avisos importantes, ayuda a frenar o frena automáticamente.
El asistente para atascos Traffic Jam Assist opcional utiliza funciones del Control de Crucero Adaptativo ACC y el sistema de mantenimiento de carril Lane Assist, que permiten circular lenta y cómodamente en las retenciones de tráfico. Dentro de los límites del sistema, el e-Golf seguirá al vehículo que circula por delante accionando automáticamente el acelerador y los frenos manteniéndose dentro de su carril.
El sistema Emergency Assist opcional interviene automáticamente en caso de que no se detecte actividad por parte del conductor y este no haya reaccionado pese a emitirse una advertencia. Si se diera esta situación, el sistema trata de hacer reaccionar al conductor y avisa a los ocupantes y a los demás conductores. Todo mediante sacudidas de frenada, avisos acústicos, los intermitentes de emergencia y ligeros movimientos de dirección. Si el conductor sigue sin asumir el control del vehículo, el sistema lo detendrá de manera controlada.
Al asistente Park Assist opcional le bastan 80 cm de espacio para maniobrar. Puede detectar ese hueco al pasar conduciendo a una velocidad máxima de 40 km/h.
El cuadro de instrumentos está formado por una pantalla en color de alta resolución de 31 cm (12,3 pulgadas).
El sistema de navegación Discover Pro ofrece un control por gestos. Permite cambiar de emisora o modificar ajustes del sistema con un simple movimiento de la mano. Tiene una pantalla de 23,4 cm (9,2 pulgadas). Cuenta además con ocho altavoces, radio, lector de CD que también lee MP3, AAC y WMA, dos ranuras para tarjetas SD, puertos AUX-IN con USB y una conexión Bluetooth para teléfonos móviles.